# Otus balli
Mocho-d'orelhas-das-andamão ou mocho-de-orelhas-das-andamão (Otus balli) é uma espécie de ave estrigiforme pertencente à família Strigidae.
Área de distribuição: Ilhas Andaman (Índia)
População: ?
Altitude: ?
Habitat: Artificial
Ameaças: Perda e degradação de habitat
Estatuto: ?